# Leonardo Véliz
Leonardo Iván Véliz Díaz (Valparaíso, 3 de setembro de 1945) é um ex-futebolista chileno. Ele esteve presente na Copa do Mundo de 1974, sediada na Alemanha. Ele atuou em três jogos na fase de grupos (primeira fase). Na abertura contra a Alemanha Ocidental, Véliz começou na reserva; entrou no lugar de Valdés aos 31 minutos do segundo tempo.